# Мечетка
Мече́тка — село в Україні, у Ровеньківській міській громаді Ровеньківського району Луганської області. Населення становить 405 осіб. Орган місцевого самоврядування — Ребриківська сільська рада.

## Історія
Станом на 1873 рік у селищі Ребриківської волості Міуського округу Області Війська Донського мешкало 334 особи, налічувалось 55 дворових господарств, 22 плуги, 84 коней, 87 пар волів, 614 овець.

## Населення
За даними перепису 2001 року населення села становило 405 осіб, з них 95,06% зазначили рідною українську мову, а 4,94% — російську.